# 卡利博
卡利博市（英語：Municipality of Kalibo，阿克蘭語：Banwa it Kalibo）是菲律賓阿克蘭省的省府所在城市，該市位於班乃島西北方。該市為西維薩亞斯地區的第一級都市以及對外的國際門戶，除了政治中心的功能外亦為該省份經濟要地。於2010年的菲律賓全國人口普查指出：居住於該市的人口為74,619人。作為商業與教育中心，該市的居民不僅限於阿克蘭省民，亦包括其他周圍省份、城市與國家。除此之外，卡利博市也作為國際觀光客前往長灘島的中繼站。

## 辭源
卡利博市（Kalibo）之地名源自於阿克蘭語的「sangkâ líbo」（意為：一千），據說是來自於該地第一次舉行天主教彌薩之出席人數。在菲律賓西班牙殖民時期，卡利博市的羅馬字母拼法被寫成「Calivo」。

## 人口統計
| 普查次數 | 普查年份 | 人口數量 | 成長率 |
| -------- | -------- | -------- | ------ |
| 1        | 1990     | 51,387   | —      |
| 2        | 1995     | 58,065   | +2.32% |
| 3        | 2000     | 62,438   | +1.57% |
| 4        | 2007     | 69,700   | +1.53% |
| 5        | 2010     | 74,619   | +2.51% |

## 交通

### 航空
從菲律賓首都馬尼拉前往卡利博的航程約為45分鐘，菲律賓航空、宿霧太平洋航空、亞航飛龍航空提供每日多班來往馬尼拉艾奎諾國際機場的國內線航班。除此之外，仍有多家外國航空公司提供來往臺北、首爾、香港、北京、上海、杭州、吉隆坡、新加坡等亞洲城市的航班。

### 海運
卡利博目前沒有任何港口或是碼頭，但該市周圍有四座港口提供來往馬尼拉與其他島嶼的船班，其中新華盛頓港離卡利博市之車程約20分鐘。